# 成業
成業（じょうごう）とは、古代日本の学生が官吏登用試験に合格すること、また合格した当人のこと。
古代の官吏養成システムとしては、大学寮では明経道（儒学）・紀伝道（歴史・漢文）・明法道（法律学）・算道（数学）が、陰陽寮では陰陽道（呪占）・暦道（暦学）・天文道（天文学）、典薬寮では医道（医学）が教授されていた。それらを学んだ学生が式部省で行われる官吏登用試験に合格することでその道の知識を習得したと判断されて、初めて官吏としての地位を得ることができた。
特に明経道と紀伝道の学生が官吏に登用されることは名誉なこととされ、「大業（たいぎょう）をなす」と称された。紀伝道ではその最難関とされた秀才試に合格することを「大業」、そこに至るための第一歩となる文章生（紀伝道の学生）になること自体を「成業」とも称した。